# Maciej Maćkowiak
Maciej Maćkowiak (ur. 24 kwietnia 1975) – polski lekkoatleta, wieloboista, halowy wicemistrz Polski, reprezentant Polski.

## Kariera sportowa
Był zawodnikiem Śląska Wrocław i AZS-AWF Wrocław.
W halowych mistrzostwach Polski seniorów wywalczył dwa srebrne medale w siedmioboju: w 1995 i 1996. Na mistrzostwach Polski seniorów na otwartym stadionie czterokrotnie zajmował 4. miejsce w dziesięcioboju (1994, 1995, 1996, 1997). 
Reprezentował Polskę na mistrzostwach świata juniorów w 1994, zajmując 9. miejsce w dziesięcioboju, z wynikiem 6964 oraz w zawodach finału Pucharu Europy w wielobojach, zajmując w 1995 21. miejsce w zawodach I Ligi (II poziom rozgrywek), z wynikiem 6906, w 1996 29. miejsce w zawodach II Ligi (III poziom rozgrywek), z wynikiem 5433.
Był halowym rekordzistką Polski juniorów w siedmioboju: 5402 (30.01.1994).
Rekord życiowy w dziesięcioboju: 7483 (1996), w siedmioboju w hali: 5402 (30.01.1994).